# Коллювий

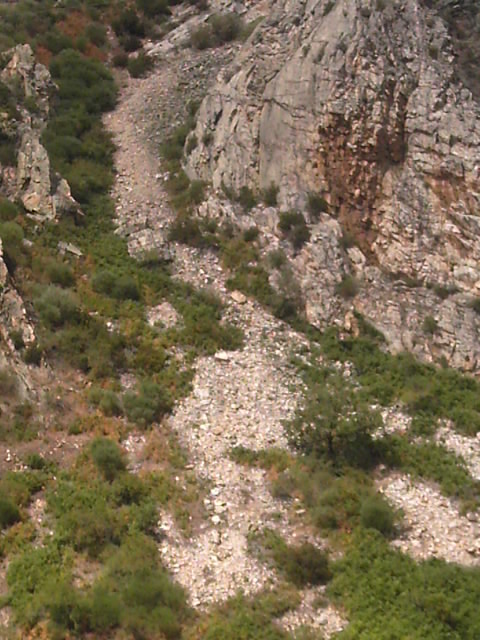
Коллювий

Коллю́вий, коллювиальные отложения (лат. colluvio— скопление, беспорядочная груда) — обломочный материал, накопившийся на склонах гор или у их подножий путём перемещения с расположенных выше участков под влиянием силы тяжести (осыпи, обвалы, оползни) и движения оттаивающих, насыщенных водой продуктов выветривания в областях распространения многолетнемёрзлых горных пород.
После достижения подошвы склона коллювиальные отложения обычно захватываются реками и ледниками.
В зависимости от процесса, вызвавшего накопление, выделяют коллювий обрушения (дерупций и десерпций), коллювий оползания (оползневые и солифлюкционные) и коллювий смывания (делювий).

## Виды коллювия

### Коллювий обрушения
Обваливание и обсыпание преобладают на склонах, крутизна которых больше крутизны естественного откоса (35—37°). При этом часть склонов более 35° покрыто чехлом обломков, поэтому доля склонов, на которых протекают эти процессы, не превышает 2 % по площади. Выше снеговой границы обвалы наравне с лавинами являются единственными склоновыми процессами. Если размер обломков имеют объём более 10 м³, процесс называется обваливанием, если меньше — обсыпанием. Конус выноса таких отложений имеет веерообразную форму и ограниченное распространение.

#### Дерупций
Дерупций или обвальные отложения накапливаются в результате гравитационного перемещения обломочного материала с водоразделов и других склонов как на суше, так и под водой. Обвалы, особенно крупные, происходят редко и стремительно, однако подготовка к ним может занимать многие тысячелетия.
Обвальные отложения состоят из больших масс не сортированного не стратифицированного материала местных пород однородного состава и небольшого количества мелкозёма. Размер самых крупных обломков может достигать десятков метров в поперечнике.
Десерпций или осыпные отложения формируются в процессе смещений больших масс в виде осовов рыхлого материала. В отличие от обвалов, процесс накопления осыпных отложений идет постоянно, но неравномерно во времени. Представляет собой несортированный, неокатанный и неслоистый материал. Содержат большее, по сравнению с обвалами, количество мелкозёма, обычно замытого. При этом в верхней части осыпи остаётся более мелкий, щебёнчатый или даже дресвяный материал, а на периферии конуса — крупные глыбы, поскольку по инерции они скатываются дальше мелких. На обломках могут быть царапины и шрамы. Многократность актов осыпания создаёт слоистость во всем теле осыпи, имеющей первичный наклон, достигающий углов естественного откоса сыпучих тел. По мере развития осыпи наклон выполаживается, осыпание сменяется смыванием, то есть формированием делювия.

### Коллювий оползания
Оползневые отложения формируются в результате оползней — смещения горных пород на склонах, при котором преобладает скольжение по имеющейся или формируемой поверхности.
Различают боковые оползни: соскальзывающие (деляпсий), выталкивающий (детрузивный) и оползни-потоки.
Оползни-потоки представляют собой сплошную брекчиевую массу, при насыщении водой приобретающую пластичное или вязкое течение.
В местах, куда сползли блоки горной породы, остаются оползневые цирки — чаши с обрывистыми краями и хаотически бугристым дном.
Малые оползни — главный процесс преобразования склонов в овраги.
Солифлюкционные отложения образуются в результате «течения почвы» или грунта. Имеют разнообразные формы:
- Сплывы и оплывины разжиженной грунтовой массы, часто изливающейся через разрывы дёрна и образующей характерные языкообразные натёки. Распространены во влажных тропиках и в зоне вечной мерзлоты.
- Ламинарное течение грунта, переувлажненного до вязкотекучей консистенции. Не образуются на склонах круче 20-30°, поскольку интенсивный поверхностный сток препятствует увлажнению грунта.
- Пластичное течение рыхлого поверхностного покрова на склонах, не теряющего связности.
- Крип — медленное оседание и сползание частиц грунта на склонах при сезонных промерзании и оттаивании.
- Курумы — каменные реки шириной до сотен метров и длиной в километры.
- Криосолюфикация — глыбово-щебнистые брекчии толщиной до 4 м, залегающие в прибрежноморских песках и глинах ледникового периода.

Развиваются во всех поясах Земли, за исключением аридных. Наиболее широко распространены в приполярных, высокогорных и тропических областях.

### Коллювий смывания
Делювиальные отложения формируются мелкими струйками и ручейками талых или дождевых вод, через рытвины осуществляющих «плоскостной» смыв и выполаживание рельефа. Накапливаются у подножий склонов в виде несортированных мелкоземистых (со щебёнкой) отложений, имеет первичный наклон слоистости. Толщина накоплений может составлять десятки метров.
Наиболее интенсивно делювий формируется в семиаридных условиях и в высокоарктической зоне.

## Список литературы
- Фролов В. Т. Литология. — М.: Изд-во МГУ — кн.3, 1992. — 224 с. — ISBN 5-211-03404-X
- Ананьев Г. С. Динамическая геоморфология / Г. С. Ананьева, Л. Г. Никифорова, Ю. Г. Симонова. — М.: Изд-во МГУ, 1999. — 427 с.